# Secrétaire d'État pour l'Irlande du Nord du cabinet fantôme
Le secrétaire d'État pour l'Irlande du Nord du cabinet fantôme est un membre du cabinet fantôme du Royaume-Uni chargé de l'examen du secrétaire d'État pour l'Irlande du Nord et de son ministère, le Bureau pour l'Irlande du Nord. 
Le poste est actuellement occupé par Hilary Benn. Le titulaire est assisté par des ministres de l'ombre juniors aux Communes et aux Lords.
Jusqu'à récemment, il y avait eu une attitude «bipartite» à l'égard des affaires d'Irlande du Nord à la Chambre des communes, mais le rôle est influencé par les relations entre l'opposition officielle et les partis du pays. Le Parti conservateur, par exemple, soutient généralement la cause unioniste et, en 2008, a réofficialisé un lien (depuis terminé) avec le Parti unioniste d'Ulster et s'est appuyé sur le soutien du Parti unioniste démocrate jusqu'aux élections générales de 2019, alors que le parti travailliste a traditionnellement soutenu le nationalisme irlandais et est vaguement allié au Parti social-démocrate et travailliste (SDLP). Les libéraux démocrates sont liés au Parti de l'Alliance.

## Secrétaire d'État de l'ombre
| Nom               | Nom                                                | Nom | Debut de mandat   | Fin de mandat     | Parti politique | Cabinet fantôme   |
| ----------------- | -------------------------------------------------- | --- | ----------------- | ----------------- | --------------- | ----------------- |
|                   | Merlyn Rees MP pour Leeds South                    |     | 24 mars 1972      | 4 mars 1974       | Travailliste    | Harold Wilson     |
|                   | Francis Pym MP pour Cambridgeshire                 |     | 4 mars 1974       | 29 octobre 1974   | Conservateur    | Edward Heath      |
|                   | Ian Gilmour MP pour Chesham and Amersham           |     | 29 octobre 1974   | 18 février 1975   | Conservateur    | Edward Heath      |
|                   | Airey Neave MP pour Abingdon                       |     | 18 février 1975   | 30 mars 1979      | Conservateur    | Edward Heath      |
| Margaret Thatcher | Airey Neave MP pour Abingdon                       |     | 18 février 1975   | 30 mars 1979      | Conservateur    |                   |
|                   | Roy Mason MP pour Barnsley                         |     | 4 mai 1979        | 14 juillet 1979   | Travailliste    | James Callaghan   |
|                   | Brynmor John MP pour Pontypridd                    |     | 14 juillet 1979   | 8 décembre 1980   | Travailliste    | James Callaghan   |
|                   | Don Concannon MP pour Mansfield                    |     | 8 décembre 1980   | 31 octobre 1983   | Travailliste    | Michael Foot      |
|                   | Peter Archer MP pour Kingston upon Hull North      |     | 31 octobre 1983   | 13 juillet 1987   | Travailliste    | Neil Kinnock      |
|                   | Kevin McNamara MP pour Kingston upon Hull North    |     | 13 juillet 1987   | 20 octobre 1994   | Travailliste    | Neil Kinnock      |
| John Smith        | Kevin McNamara MP pour Kingston upon Hull North    |     | 13 juillet 1987   | 20 octobre 1994   | Travailliste    |                   |
| Margaret Beckett  | Kevin McNamara MP pour Kingston upon Hull North    |     | 13 juillet 1987   | 20 octobre 1994   | Travailliste    |                   |
|                   | Mo Mowlam MP pour Redcar                           |     | 20 octobre 1994   | 2 mai 1997        | Travailliste    | Tony Blair        |
|                   | Andrew MacKay MP pour Bracknell                    |     | 23 juin 1997      | 14 septembre 2001 | Conservateur    | William Hague     |
|                   | Quentin Davies MP pour Grantham and Stamford       |     | 14 septembre 2001 | 11 novembre 2003  | Conservateur    | Iain Duncan Smith |
|                   | David Lidington MP pour Aylesbury                  |     | 11 novembre 2003  | 2 juillet 2007    | Conservateur    | Michael Howard    |
| David Cameron     | David Lidington MP pour Aylesbury                  |     | 11 novembre 2003  | 2 juillet 2007    | Conservateur    |                   |
|                   | Owen Paterson MP pour North Shropshire             |     | 2 juillet 2007    | 11 mai 2010       | Conservateur    |                   |
|                   | Shaun Woodward MP pour St Helens South and Whiston |     | 11 mai 2010       | 7 octobre 2011    | Travailliste    | Harriet Harman    |
| Ed Miliband       | Shaun Woodward MP pour St Helens South and Whiston |     | 11 mai 2010       | 7 octobre 2011    | Travailliste    |                   |
|                   | Vernon Coaker MP pour Gedling                      |     | 7 octobre 2011    | 7 octobre 2013    | Travailliste    |                   |
|                   | Ivan Lewis MP pour Bury South                      |     | 7 octobre 2013    | 13 septembre 2015 | Travailliste    |                   |
| Harriet Harman    | Ivan Lewis MP pour Bury South                      |     | 7 octobre 2013    | 13 septembre 2015 | Travailliste    |                   |
|                   | Vernon Coaker MP pour Gedling                      |     | 13 septembre 2015 | 27 juin 2016      | Travailliste    | Jeremy Corbyn     |
|                   | Dave Anderson MP pour Blaydon                      |     | 27 juin 2016      | 14 juin 2017      | Travailliste    | Jeremy Corbyn     |
|                   | Owen Smith MP pour Pontypridd                      |     | 14 juin 2017      | 23 mars 2018      | Travailliste    | Jeremy Corbyn     |
|                   | Tony Lloyd MP pour Rochdale                        |     | 23 mars 2018      | 6 avril 2020      | Travailliste    | Jeremy Corbyn     |
|                   | Louise Haigh MP pour Sheffield Heeley              |     | 6 avril 2020      | 29 novembre 2021  | Travailliste    | Keir Starmer      |
|                   | Peter Kyle MP pour Hove                            |     | 29 novembre 2021  | 4 septembre 2023  | Travailliste    | Keir Starmer      |
|                   | Hilary Benn MP pour Leeds Central                  |     | 4 septembre 2023  | En cours          | Travailliste    | Keir Starmer      |